# Kreuzberg (Westerwald)
Der Kreuzberg ist ein 411 Meter hoher Berg im Westerwald bei Obershausen im Landkreis Limburg-Weilburg in Hessen.

## Geographie
Der Kreuzberg im Westerwald am Übergangsbereich zum Lahn-Dill-Gebiet. Die Gipfelbereiche, Süd- und Westflanke liegen auf der Gemarkung Obershausen im Gemeindegebiet Löhnberg. Das Gebiet entwässert überwiegend über den westlich verlaufenden Kallenbach, an dem auch Obershausen liegt und zu kleineren Anteilen über den östlich verlaufenden Ulmbach. Beide Gewässer fließen nach Süden zur Lahn. Nach Norden steigt das Gelände bald weiter an, so dass die Höhe des Kreuzberges schon an der Flanke des Altensteins, etwas mehr als einen Kilometer entfernt, übertroffen wird.

## Geologie
Die Kuppen- und Gipfellagen des Kreuzberges bestehen aus Basalt und Basalttuff. An den Flanken stehen vor allem Grauwacken und Quarzite an, stellenweise auch Diabas, Tonschiefer und kleinflächig Keratophyr. Während der Kaltzeiten hat sich Löss abgelagert, der mit der Zeit zu Lösslehm verwitterte.